# عاصم مادیبو

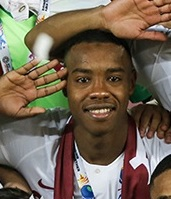
عاصم مادیبو در سال ۲۰۱۹

عاصم مادیبو (انگلیسی: Assim Madibo؛ زادهٔ ۲۲ اکتبر ۱۹۹۶) یک بازیکن فوتبال اهل قطر است. این بازیکن از سال ۲۰۱۶ در باشگاه ورزشی لخویا قطر مشغول به فعالیت می‌باشد.

## تیم ملی
وی همچنین در تیم‌های ملی فوتبال تیم ملی زیر ۱۹ سال قطر, تیم ملی زیر ۲۰ سال قطر, تیم ملی فوتبال زیر ۲۰ سال قطر و تیم ملی فوتبال زیر ۲۳ سال قطر بازی کرده‌است.